# Tarragona (tartomány)
Tarragona egy tartomány (provincia) Spanyolországban, Katalóniában. Székhelye Tarragona városa. Népessége 888 895 fő (2008-as adat), melynek valamivel több mint egyötöde él a székhelyen. További nagyobb városok például Reus, Tortosa vagy Amposta.
Az alábbi tartományokkal szomszédos Tarragona:
- Barcelona
- Lleida
- Zaragoza
- Teruel
- Castellón